# Canale Erie

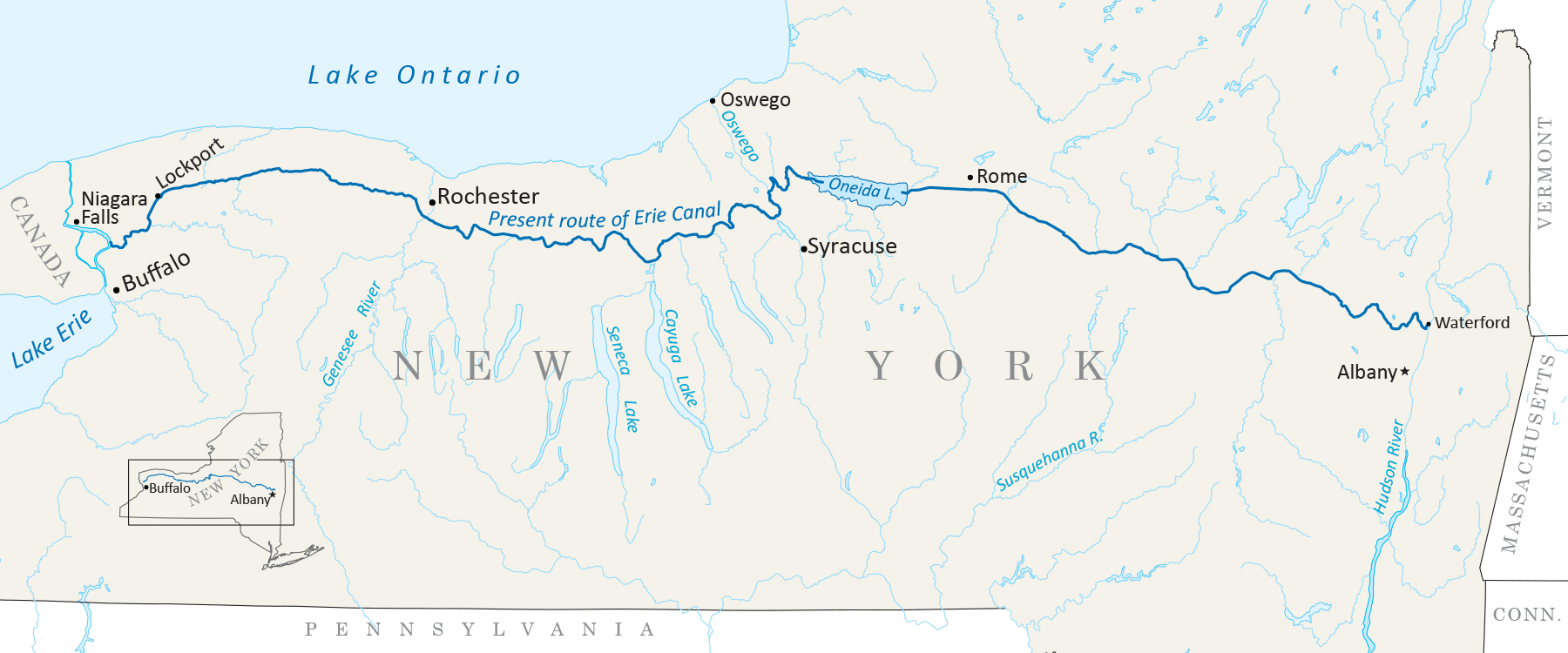
Il tracciato del canale

Il canale Erie fu inaugurato nella sua completezza il 26 ottobre 1825 e collega Albany lungo il fiume Hudson con Buffalo, situata sul fiume Niagara, nello Stato di New York.

## Storia e geografia
Il canale Erie fu proposto per la prima volta già nel 1699, ma la sua costruzione iniziò nel 1817. Completato nel 1825, è lungo circa 584 km, conta un totale di 36 chiuse ed un dislivello totale di 172 metri. Il canale permise alle imbarcazioni l'accesso ai Grandi Laghi interni da New York, diventando così un'importante via di commercio, stimolando la crescita di città come Buffalo, Chicago, Cleveland, Detroit e permettendo alla "Grande mela" di superare la città di Filadelfia in quanto a porto commerciale. È stato il primo sistema di trasporto tra il litorale orientale e l'interno occidentale degli Stati Uniti che non richiedesse il portage. Ai giorni nostri è invece utilizzato in maggior misura a fini turistici.